# Los Masos
Los Masos (katalanisch els Masos) ist eine französische Gemeinde mit 972 Einwohnern (Stand 1. Januar 2022) im Département Pyrénées-Orientales in der Region Okzitanien. Sie gehört zum Arrondissement Prades und zum Kanton  Les Pyrénées catalanes.

## Nachbargemeinden
Nachbargemeinden von Los Masos  sind Eus im Norden, Marquixanes im Osten, Estoher im Südosten, Clara-Villerach im Süden und Prades im Westen.

## Bevölkerungsentwicklung
| Jahr      | 1962 | 1968 | 1975 | 1982 | 1990 | 1999 | 2017 |
| Einwohner | 322  | 288  | 299  | 414  | 515  | 562  | 966  |

## Persönlichkeiten
- Léo Figuères (1918–2011), Widerstandskämpfer und Politiker, begraben in Los Masos